# Шаты
Шаты (кирг. Шаты) — село в Тюпском районе Иссык-Кульской области Кыргызстана. Входит в состав Тюпского аильного округа. Код СОАТЕ — 41702 225 889 03 0.

## Население
По данным переписи 2009 года в селе проживало 1310 человек.
По данным переписи 2022 года в селе проживало 1 768 человек.